# Gerasimovljeva doktrina
Gerasimovljeva doktrina je naziv za doktrinu o ratovanju u suvremenom svijetu - kao kombinaciji vojnih i gospodarskih pritisaka, propagande i raznih subverzivnih aktivnosti - kakvu je iskazao general Valerij Gerasimov, načelnik Glavnog stožera Oružanih snaga Ruske Federacije (od 2012. naovamo) u svojem članku "Vrijednost znanosti je u predviđanju - Novi izazovi zahtijevaju novo promišljanje oblika i metoda izvođenja borbenih operacija" iz 2013. godine.
Zapadni analitičari nalaze da je general Valerij Gerasimov samo osuvremenio doktrinu kakva je postojala u zadnjem razdoblju Sovjetskog Saveza, prilagodivši je tehnološkim promjenama u svijetu i današnjem geopolitičkom položaju Rusije.

## Glavne značajke Gerasimovljeve doktrine
Gerasimov u svojem članku iz 2013. god. piše: "U 21. stoljeću postoji tendencija zamagljivanja razlika između stanja rata i mira. Ratovi se više ne objavljuju, a kad započnu, ne idu prema obrascu kakvoga se ranije očekivalo. Uloga nevojnih sredstava u postizanju političkih i strateških ciljeva je narasla, te je u nekim slučajevima njihova efikasnost znatno nadmašila silu oružja. Naglasak korištenih metoda sukoba preusmjerava se na široku upotrebu političkih, ekonomskih, informativnih, humanitarnih i drugih nevojnih mjera, provedenih uz korištenje protestnog potencijala stanovništva." Gerasivov prepoznaje da u suvremenom svijetu korištenje frontalnih napada velikim vojnim postrojbama zastarjelo, te da danas korištenje asimetričnih (hibridnih) oblika ratovanja ima prednost: "Asimetrične akcije dolaze u široku uporabu, omogućujući poništavanje neprijateljevih prednosti u oružanom sukobu. Među takve akcije ubrajaju se korištenje snaga za posebne operacije i korištenje interne opozicije kako bi se stvorio stalno djelujući front kroz čitav teritorij neprijateljske države, kao i korištenje neformalnih akcija, uređaja i sredstava koja se stalno usavršuju."
Gerasimov ukazuje da su snage zemalja NATO pakta već 1991. godine tijekom operacije Pustinjska oluja radi oslobođenja Kuvajta od Iračke okupacije koristile koncepte “global sweep [global reach], global power” i “air-ground operations”, koje su sadržavale elemente kakve on opisuje; što je dodatno unaprijeđeno u Operaciji ”Iraqi Freedom” u kojoj je Irak okupiran 2003. godine, kada su snage NATO koristile doktrinu nazvanu ”Single Perspective 2020 [Joint Vision 2020]”.
Valerij Gerasimov - i dalje zapravo razmatrajući aktivnosti zapadnih zemalja u zadnjim desetljećima, radije nego da govori o planovima same Rusije -  promatra sustav gospodarskih i diplomatskih sankcija, diplomatskih i drugih međunarodnih pritisaka, manipuliranja političkim životom drugih zemalja, kibernetičkih ometanja, terorističkih napada i drugih asimetričnih mjera koje prethode vojnim akcijama i nastavljaju se potom paralelno s njima - kao jednu cjelinu. Briga za nacionalnu sigurnost neke zemlje, ukazuje Gerasimov, ne može danas biti ostavljena samo njenim oružanim snagama, nego "može jedino biti organizirana putem uključivanja svih snaga sigurnosti i sustava prisilne provedbe zakona pojedine zemlje".
Zapadni autori sagledavaju da je Rusija primjenjivala zadnjih godina postupanje prema Gerasimljevoj doktrini protiv Gruzije i Ukrajine, te čak protiv članica NATO pakta Litve i Estonije.

## Reakcije
Na Zapadu je Gerasimovljev tekst zapažen, te je zacijelo doprinio da se Valerija Gerasimova 2014. god. uvrsti na listu osoba pod sankcijama Europske unije i Kanade.

## Vanjske poveznice
- The Value of Science Is in the Foresight - New Challenges Demand Rethinking the Forms and Methods of Carrying out Combat Operations, prijevod na engleski, kod Army University Press, SAD, pristupljeno 18. prosinca 2020.
- Getting Gerasimov Right, Charles K. Bartles, Military Review, 28. veljače 2016., pristupljeno 18. prosinca 2020.
- Russia’s “Ambiguous Warfare” and Implications for the U.S. Marine Corps,  Mary Ellen Connell i Ryan Evans, svibanj 2015., Central for Naval Analyses  Arhivirana inačica izvorne stranice od 24. travnja 2016. (Wayback Machine),